# Люботинка
Люботинка (укр. Люботинка; старое название Люботин, также Уды II) — река, протекающая через центр города Люботина Харьковской области, длиной около 15 км. Правый приток реки Уды. Люботинка важнейший источник пресной воды для окружающих её населённых пунктов.

## Этимология
На реке Люботинка был основан город Люботин в 1650 году, от названия которой и получил своё название. Сама река получила своё название от люботинского колодца.

## Физиография
Река берёт своё начало в селе Нестеренки, близ города Люботин, и протекает через центр города Люботин. Сейчас река Люботинка представляет собой серию искусственно созданных прудов. На территории Люботина, на реке Люботинка создано 8 прудов. Водосток — в реку Уды, потом в реку Северский Донец, в реку Дон, и в Азовское море.

## Пруды на реке Люботинка
- Пруды на Нестеренках. Из этих прудов берёт начало река. Пруды мелкие, малопригодные для купания, малорыбные из-за слабой кормовой базы.
- Пруды на территории лагеря. Пруды были построены во времена Царской России, и носили названия Любовские пруды, так как находились на территории имения пана Любицкого. Позже заболотились, и были заново построены в 80-х годах XX века для пионерлагерей «Гвоздика» и «Радость». Сейчас пруды в частной собственности, ограждены, доступ для населения закрыт.
- Пруд Джерелянский. Построен в 80-х годах XX века. Пруд мелкий, средняя глубина — 2,5 метра, дно замулено. Непригоден для купания. Пруд получил своё название из-за источников, находившихся на территории пруда (Джерело(укр) — источник).
- Пруд Перекошка. Построен во времена царской России. Назван «по-простонародному» по имению Порай-Кошицев. Один из самых больших люботинских прудов. Средняя глубина — 4 метра. Одно из любимых мест отдыха люботинцев. Пригоден для купания, на пруду 2 песчаных пляжа. На берегу — лесонасаждения(берёзы, дубы, ясени). В советское время на пруду было 2 лодочных станции и дом отдыха. В настоящее время лодочные станции и дом отдыха разрушены.
- Старолюботинский пруд. Самый большой пруд на реке Люботинка и в Люботине. Для купания пригоден, есть 2 песчаных пляжа.

|                     |  |                   |  |                |
| Пруд на Нестеренках |  | Пруд Джерелянский |  | пруд Перекошка |

## Исторические факты
- Согласно «Топографическому описанию Харьковского наместничества» 1785 года, Люботин (без «-ка») — девятая по длине из 33-х речек Харьковского округа (17 вёрст).[1][значимость факта?]